# Ezeriș
Ezeriș é uma comuna romena localizada no distrito de Caraș-Severin, na região de Banato. A comuna possui uma área de 78.20 km² e sua população era de 1347 habitantes segundo o censo de 2007.